# Mittbena

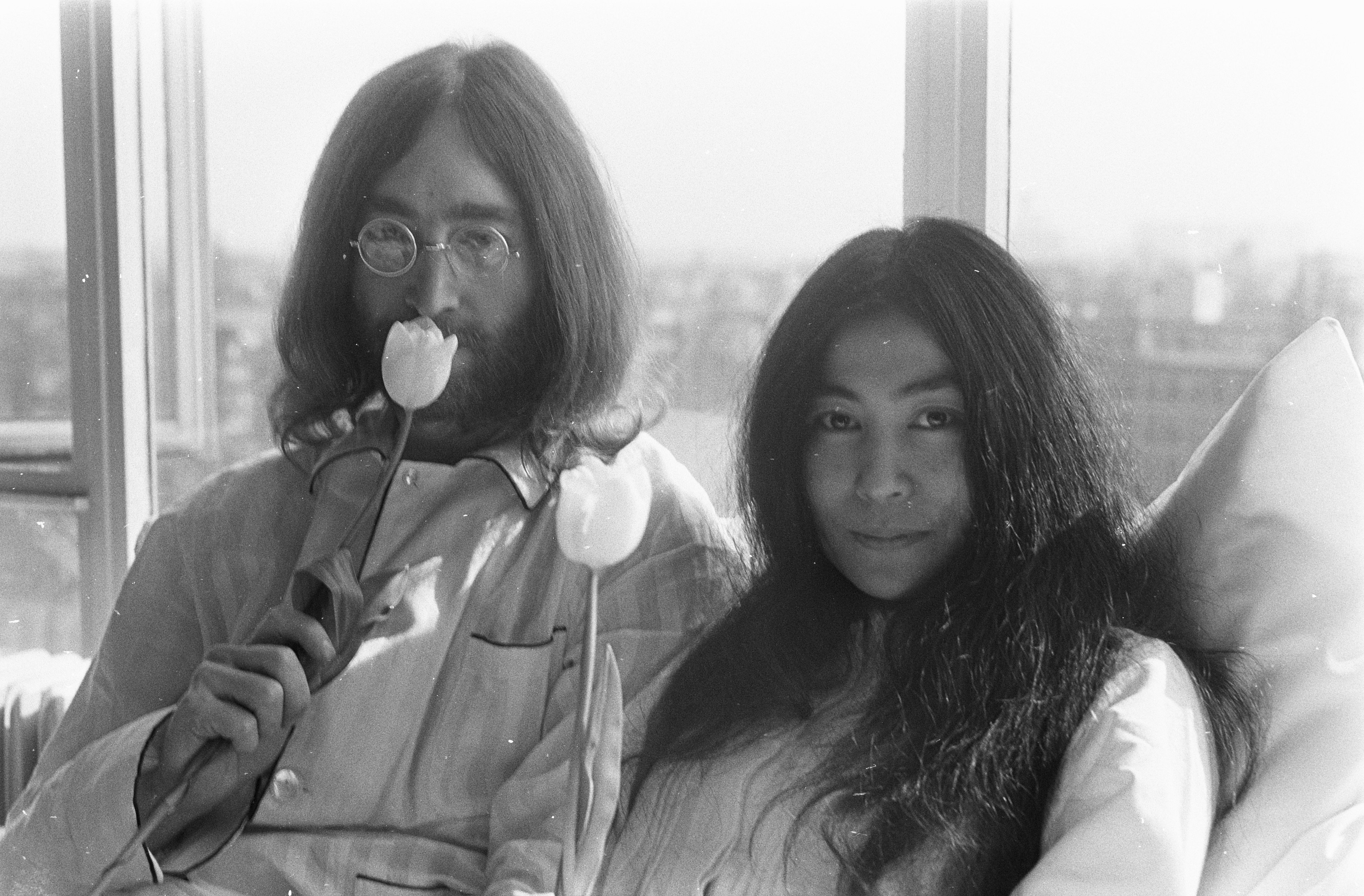
John Lennon och Yoko Ono.

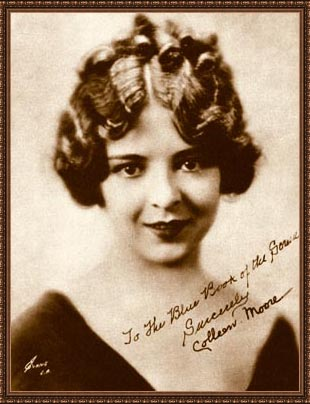
Colleen Moore med mittbena och vågigt hår, 1923.

Mittbena är en hårfrisyr där bäraren låter håret falla ut till höger respektive vänster i lika stor mängd och därmed låter huvudet tydligt avgränsas av en bena. Frisyren finns representerad i flera former, exempelvis den så kallade karottfrisyren.

## Kända personer med mittbena
- Toivo Kärki
- Boston Corbett